# 체돌말류
체돌말류는 돌말류(또는 규조류) 분류군의 하나이다. 체돌말아문 (Coscinodiscophytina) 또는 체돌말강(Coscinodiscophyceae)으로 분류한다. 좁은 의미의 체돌말아강(Coscinodiscophycidae)으로 분류하기도 한다. 전통적으로 돌말강 중심규조목(中心硅藻目, Centrales)으로 분류했던 분류군과 유사하다.

## 하위 목
조류 정보 사이트 (AlgaeBase.org)가 분류하는 체돌말류 또는 체돌말강 (Coscinodiscophyceae) 분류는 아래와 같다.
- 체돌말류 또는 체돌말아문 (Coscinodiscophytina)
  - 체돌말강 (Coscinodiscophyceae)
    - Archaegladiopsophycidae
      - Archaegladiopsidales
      - Gladiales
      - 사슬돌말목 (Stephanopyxales)

    - 수염돌말아강 (Corethrophycidae)
      - 수염돌말목 (Corethrales)

    - 체돌말아강 (Coscinodiscophycidae)
      - 별빛돌말목 (Asterolamprales)
      - 체돌말목 (Coscinodiscales)
      - Ethmodiscales
      - Stellarimales
      - 점판돌말목 (Stictodiscales)